# Réguisheim
Réguisheim è un comune francese di 1 750 abitanti situato nel dipartimento dell'Alto Reno nella regione del Grand Est.

## Società

### Evoluzione demografica
Abitanti censiti